# アドウェイズ
株式会社アドウェイズ(ADWAYS)は、東京都新宿区に本社を置き、エージェンシー事業、アドプラットフォーム事業などのインターネット広告事業を手がける日本の企業。博報堂DYホールディングスの持分法適用関連会社。

## 概要
高校を中退し、訪問販売の仕事をしていた岡村陽久が2001年に『アドウェイズエージェンシー』という名称で創業。
子会社のUNICORN株式会社は日本初となるApple Search Ads Partnerに認定。
その他に会員制定額サウナを運営する株式会社オールドルーキー、アフィリエイトサービスプロバイダである株式会社ADWAYS DEEEなどを子会社に持つ。

## 社名の由来
冒険という意味の英語『Adventure』と、道という意味の英語『Way』の組み合わせでアドベンチャーな企業として、失敗を恐れずに挑戦し続けていくぞというメッセージが込められている。また、アドウェイズが得意とする広告を意味する英語も『Advertising』であり、その『AD』も含まれている。

## 沿革
- 2001年（平成13年） - 大阪市東淀川区に株式会社アドウェイズを設立。
- 2004年（平成16年） - 本社を東京都台東区に移転。
- 2006年（平成18年）
  - 5月 - 本社を東京都新宿区に移転。
  - 6月 - 東京証券取引所マザーズ上場。
- 2011年（平成23年） - 伊藤忠商事株式会社の持分法適用関連会社となる[5]。
- 2014年（平成26年） - 本社を東京都新宿区の新宿グランドタワーに移転。
- 2019年（令和元年）
- 6月 - 台湾のポイントプログラム「UUPON（中国語版）」と業務提携[6]。
- 12月 - 株式会社博報堂DYメディアパートナーズと資本業務提携。
- 2020年（令和2年） - 東京証券取引所第1部へ市場変更。
- 2021年（令和3年）
  - 7月 - 代表取締役社長に山田翔が就任[7]。
  - 11月 - 株式会社博報堂DYホールディングスと資本提携。
- 2022年（令和4年）
  - 3月 - 株式会社博報堂DYホールディングスの持分法適用関連会社となる。
  - 4月 - 東京証券取引所プライム市場へ移行。
- 2023年（令和5年） - 本社を住友不動産新宿ファーストタワーに移転。

## 子会社・海外拠点
- 子会社
  - 株式会社アドウェイズ・ベンチャーズ
  - 株式会社サムライ・アドウェイズ
  - UNICORN株式会社
  - 株式会社ADWAYS DEEE
  - 株式会社おくりバント
  - 株式会社アドウェイズベイビー
  - 予約トップ10株式会社
  - 株式会社アドウェイズ・フロンティア
  - Brasta株式会社
  - ムクリ株式会社
  - 774株式会社（旧：株式会社アドウェイズ・ラボット）
  - 株式会社アシスト

- 海外拠点
  - 愛徳威広告(上海)有限公司（中国）
  - 愛徳威軟件開発(上海)有限公司（中国）
  - 傑思愛德威媒體股份有限公司（JS ADWAYS MEDIA INC.）（台湾）
  - ADWAYS PHILIPPINES INC.（フィリピン）
  - ADWAYS INTERACTIVE, INC.（アメリカ）
  - ADWAYS KOREA, INC.（韓国）
  - ADWAYS ASIA HOLDINGS LTD.（香港）
  - ADWAYS INNOVATIONS SINGAPORE PTE. LTD.（シンガポール）